# Universidad de Sacramento
La Universidad de Sacramento fue una universidad privada, católica, dirigida por los Legionarios de Cristo, ubicada en Sacramento, California, Estados Unidos. La universidad pertenecía a la Red de Universidades Anáhuac.

## Nuevo Campus es las Llanuras de Cordova (Cordova Hills)
En junio de 2007, la Universidad de Sacramento compró un terreno en las llanuras de Cordova (California), al este de una antigua base aérea americana Mather Air Force Base. La universidad tenía planeado tener operativo este nuevo campus para 2012, con capacidad para albergar 7000 estudiantes (5000 de grado, y 2000 de postgrado), pero debido a problemas económicos el proyecto no se realizó y la universidad cerró en julio de 2011.